# Mur kurtynowy

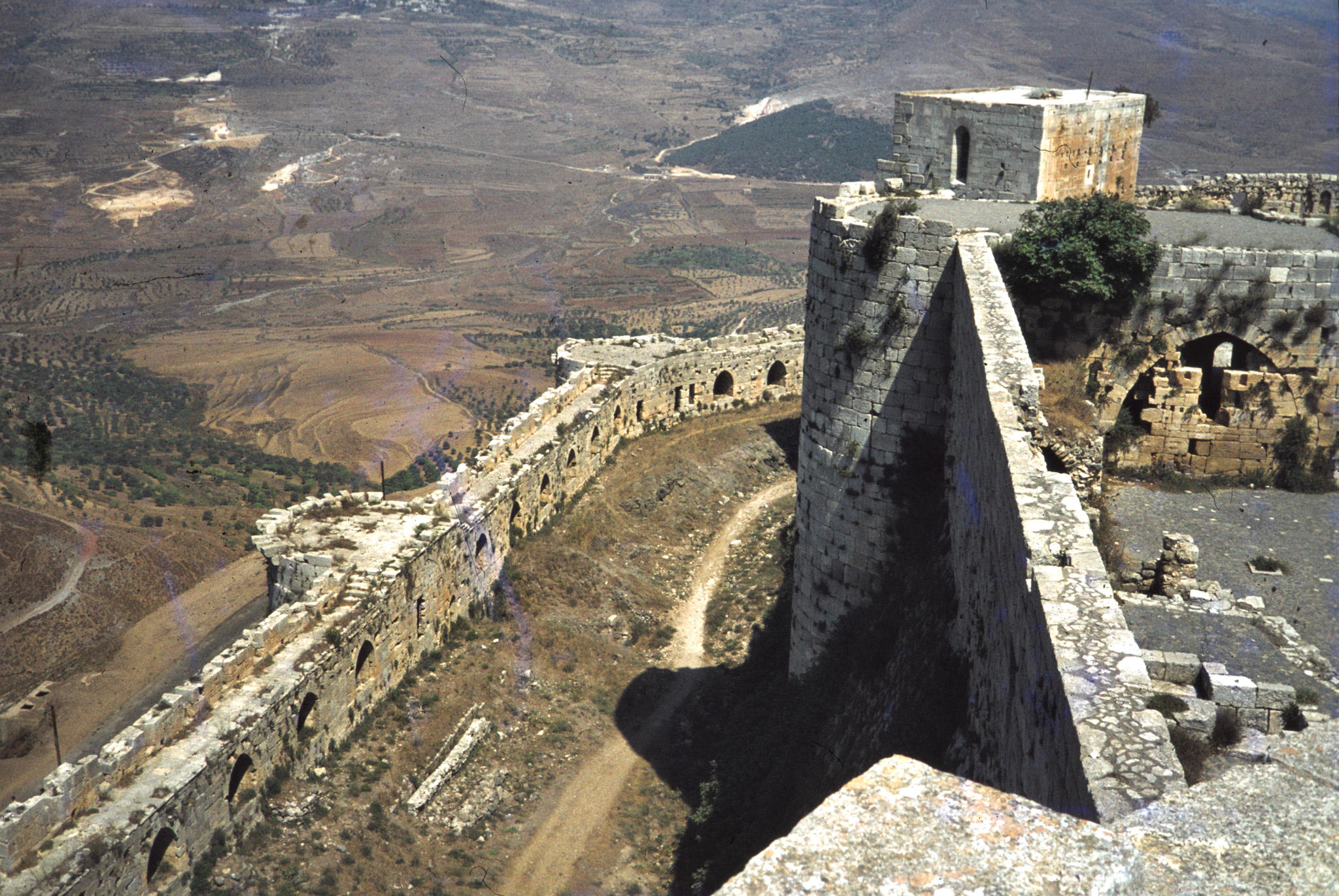
Mur kurtynowy na zamku Krak des Chevaliers

Mur kurtynowy – mur zamykający zwykle dziedziniec obiektu o charakterze obronnym, np. zamku, pałacu czy fortu, stosowany w budownictwie od średniowiecza, poprzez okres nowożytny do czasów najnowszych. 
Mur ten pozbawiony był od strony wewnętrznej budynków, często dla poprawienia obronności był zaopatrzony w strzelnice i hurdycje. W miarę rozwoju artylerii i utraty znaczenia obronnego zamków często mury te były wyburzane, co pozwalało na adaptację zamków na obiekty pałacowe (np. zamek w Szydłowcu, pałac Branickich w Białymstoku). Ostatnie mury kurtynowe o znaczeniu militarnym wznoszone były w XIX wieku i na początku XX wieku w obiektach fortecznych stałych twierdz jak Twierdza Modlin czy Twierdza Warszawa, znane także jako Mur Carnota. 